# Tarnowskie Wielkie
Tarnowskie Wielkie – jezioro na Pojezierzu Sławskim, położone w województwie lubuskim, w powiecie wschowskim, w gminie Sława na zachód od miejscowości Tarnów Jezierny.

## Położenie i opis
Jezioro położone jest w zachodniej części powiatu wschowskiego, na terenie Pojezierza Sławskiego. Wzdłuż północno-zachodniego brzegu zbiornika biegnie droga wojewódzka nr 318.
Otoczenie jeziora jest zróżnicowane. Od południa i południowego zachodu jest przeważnie pagórkowate ze stromymi brzegami. Od strony północnej i północno-wschodniej płaskie. Brzegi jeziora mają najczęściej charakter klifowy, wyjątek stanowi niewielki ich fragment przy odpływie oraz w części północno-zachodniej, gdzie brzeg jest płaski i zabagniony. Akwen posiada kilka niewielkich dopływów oraz zasilany jest bezpośrednim spływem ze zlewni oraz wodami podziemnymi. Odpływ odbywa się poprzez strugę Cienica w kierunku wschodnim aż do Jeziora Sławskiego. Nad zbiornikiem położone są dwie miejscowości: nad południowo-wschodnim brzegiem Tarnów Jezierny, a nad północnym Jodłów.

## Hydronimia
Jezioro pojawia się w źródłach w 1802 roku – początkowo jako Der Polnisch-Tarnuer See, a następnie: Der Pohlnisch-Tornauer-See (1917), Gr. Tarner S. (1831), Grosser Poln. Tarnauer See (1913), Großer Tarnauer See (1938). Obecna nazwa została wprowadzona urzędowo 30 marca 1954 roku. Państwowy rejestr nazw geograficznych jako nazwę jeziora podaje Tarnowskie Wielkie, jednocześnie wymienia nazwę oboczną: Jezioro Tarnowskie Duże.

## Morfometria
Według danych Instytutu Rybactwa Śródlądowego powierzchnia zwierciadła wody jeziora wynosi 91,6 ha, natomiast A. Choiński, poprzez planimetrowanie na mapach 1:50 000, określił wielkość jeziora na 97,5 ha. Jeziorna jednolita część wód powierzchniowych ma powierzchnię 93 ha.
Średnia głębokość zbiornika wodnego to 3,8 m, a maksymalna – 7,5 m. Objętość jeziora wynosi 3504 tys. m³. Maksymalna długość jeziora to 2500 m, a szerokość 725 m. Długość linii brzegowej wynosi 6780 m.
Według Atlasu jezior Polski (red. J. Jańczak, 1996) lustro wody znajduje się na wysokości 59,8 m n.p.m., natomiast według numerycznego modelu terenu udostępnionego przez Geoportal lustro wody znajduje się na wysokości 58,5 m n.p.m.
Jest jeziorem stosunkowo płytkim, przez co zdarzają się lata, w których nie zakłada się letnia stratyfikacja wód. W pierwszej połowie lat 90. XX w. letnia oksyklina zwykle znajdowała się na głębokości 2–4 m, a termoklina na głębokości 4–5 m w cieplejszych latach lub w ogóle jej nie było w chłodniejszych, czyli cała toń wodna, od dna do powierzchni miała tę samą temperaturę – ok. 15–20 °C.
Według Mapy Podziału Hydrograficznego Polski leży na terenie zlewni szóstego poziomu Zlewnia jez. Tarnowskiego Dużego. Identyfikator MPHP to 156163.

## Zagospodarowanie
W systemie gospodarki wodnej jezioro tworzy jednolitą część wód o kodzie PLLW10007. Administratorem wód jeziora jest Regionalny Zarząd Gospodarki Wodnej we Wrocławiu. Gospodarkę rybacką na jeziorze prowadzi Gospodarstwo Rybackie Sława. Ze względu na typologię rybacką jest to jezioro typu sandaczowego.
Zbiornik wodny pełni również funkcje rekreacyjne. Nad jeziorem według danych z 2005 roku funkcjonowały cztery ośrodki wczasowe, jedno pole namiotowe, a pozostała zabudowa rekreacyjna była liczna.

## Czystość wód i ochrona środowiska
Na przełomie lat 80. i 90. XX w. jezioro wytypowano do reperowej sieci monitoringu jakości wody, jako jezioro o stosunkowo małej presji człowieka. W ramach ówczesnej sieci było jednym z najpłytszych i najmniejszych.
W latach 90. XX w. obserwowano pogarszanie się jakości. Na początku wody mieściły się w II klasie czystości, a w połowie dekady spadły do III klasy. W tym czasie wagowy stosunek azotu do fosforu spadł ze 100 do 36. W kolejnych latach (1997–2015) zanotowano stabilność większości badanych wskaźników, a stężenia azotu i chlorofilu A znacząco się obniżyły.
Badania z 2021 roku zaliczyły wody jeziora do wód o umiarkowanym stanie ekologicznym, co odpowiada III klasie jakości. Wskaźnikiem, który zadecydował o trzeciej klasie, był stan makrozoobentosu, podczas gdy stan ichtiofauny, fitobentosu, fitoplanktonu oraz makrofitów oceniono jako bardzo dobry. W tym samym roku stan chemiczny wód określono jako poniżej dobrego, elementami przekraczającym normę była zawartość PBDE w tkankach ryb oraz rtęci i benzo[a]pirenu w wodzie. Przeźroczystość wód została określona na 2,38 metra.
Jezioro Tarnowskie Wielkie zostało zakwalifikowane jako bardzo podatne na degradujące wpływy zewnętrzne, w związku z czym zostało zaliczone do III kategorii podatności na degradację. Oznacza to, że jest to jezioro o słabych warunkach naturalnych. Negatywny wpływ na ten wskaźnik mają niewielka głębokość średnia, niski wskaźnik stratyfikacji termicznej, niski współczynnik Schindlera oraz dość duży procent wymiany wód w ciągu roku (60%). Pozytywnie na odporność jeziora wpływa wyłącznie położenie na obszarach leśnych.

## Przyroda
Jezioro znajduje się na obszarze chronionego krajobrazu o nazwie Pojezierze Sławsko-Przemęckie oraz na obszarze chronionym w ramach programu Natura 2000. W drugim przypadku dyrektywę ptasią reprezentuje Obszar Natura 2000 Pojezierze Sławskie.
W okresie 2011–2021 wśród ryb w jeziorze częściej występowały: kiełb, lin, różanka, leszcz, krąp, płoć, wzdręga, jaź, ukleja i okoń. W fitoplanktonie dominują okrzemki, zwłaszcza Fragilaria crotonensis. W 2021 istotny był udział różnowiciowca Uroglenopsis americana. Wśród okrzemek bentosowych dominuje Achnanthidium minutissimum, a ustępują mu Epithema sorex i Epithemia adnata. W zoobentosie duże liczebności osiąga ośliczka wodna. W strefie szuwarowej dominuje szuwar wąskopałkowy i szuwar trzcinowy, w łąkach ramienicowych krynicznica tępa, przy czym ten typ roślinności w 2021 ustępował na rzecz zbiorowisk rogatka sztywnego. Płat szuwaru we wschodniej części jeziora zajmuje ok. 12 ha, ponadto występuje ćwierćhektarowy płat na wypłyceniu przypominający wyspę. W 2008 stwierdzono następujące lęgowe lub prawdopodobnie lęgowe gatunki ptaków: łabędź niemy, gęgawa, gągoł, nurogęś, kokoszka, łyska, bąk, bączek, błotniak stawowy, zimorodek, brzęczka, trzciniak, na pobliskich mokradłach także żuraw. Między latami 1983–1996 nad jeziorem istniała kolonia czapli siwej.